# Nothoprocta
Nothoprocta és un gènere d'ocells de la família dels tinàmids. La major part d'aquests tinamús viuen en terrenys oberts als Andes, però també alguna espècie habita les terres baixes. Cas especial entre els tinàmids, els aliments d'origen animal formen una part important de la dieta.

## Taxonomia
Se n'han descrit sis espècies vives dins aquest gènere:
- Nothoprocta cinerascens - tinamú feréstec.
- Nothoprocta curvirostris - tinamú de bec corbat.
- Nothoprocta ornata - tinamú ornat.
- Nothoprocta pentlandii - Tinamú dels Andes..
- Nothoprocta perdicaria - Tinamú de Xile.
- Nothoprocta taczanowskii - Tinamú de Taczanowski.